# Elecciones al Parlamento de Andalucía de 1994
El domingo 12 de junio de 1994 tuvieron lugar las cuartas elecciones al Parlamento de Andalucía que, convocadas conjuntamente con las elecciones al Parlamento Europeo, habrían de inaugurar la IV legislatura andaluza.
A estas elecciones, en las que estaban en juego los 109 escaños del Parlamento de Andalucía, se presentaron 11 candidaturas diferentes de las que solo obtuvieron representación parlamentaria cuatro de ellas.
El censo electoral estaba compuesto por 5.387.596 ciudadanos de lo que acudieron a votar 3.625.967 lo que supuso una participación del 67,30% y supusieron la victoria del Partido Socialista Obrero Español de Andalucía que con los 45 escaños obtenidos perdió la mayoría absoluta que disfrutaba en la anterior legislatura al sufrir la pérdida de 17 escaños.
Tras la formación del Parlamento de Andalucía, el candidato del Partido Socialista Obrero Español de Andalucía, Manuel Chaves, fue investido presidente de la Junta por segunda vez consecutiva, pero debido al gobierno minoritario que presidió, en 1996 se vio obligado a disolver el Parlamento ya que en esta legislatura la unión, en muchos momentos, entre el Partido Popular e Izquierda Unida Los Verdes-Convocatoria por Andalucía, en lo que vino a conocerse como “la pinza”, hacía imposible la gobernabilidad, y a convocar anticipadamente nuevas elecciones.

## Resultados
Resultados globales:
- Presidente: Manuel Chaves
- Gobierno: PSOE
- Censo: 5.387.596
- Votantes: 3.625.967 (67,30%)
- Abstención: 1.761.629 (32,70%)
- Válidos: 3.604.114 (99,40%)
- A candidatura: 3.573.380 (99,15%)
- Escaños: 109

### Resultados por candidatura

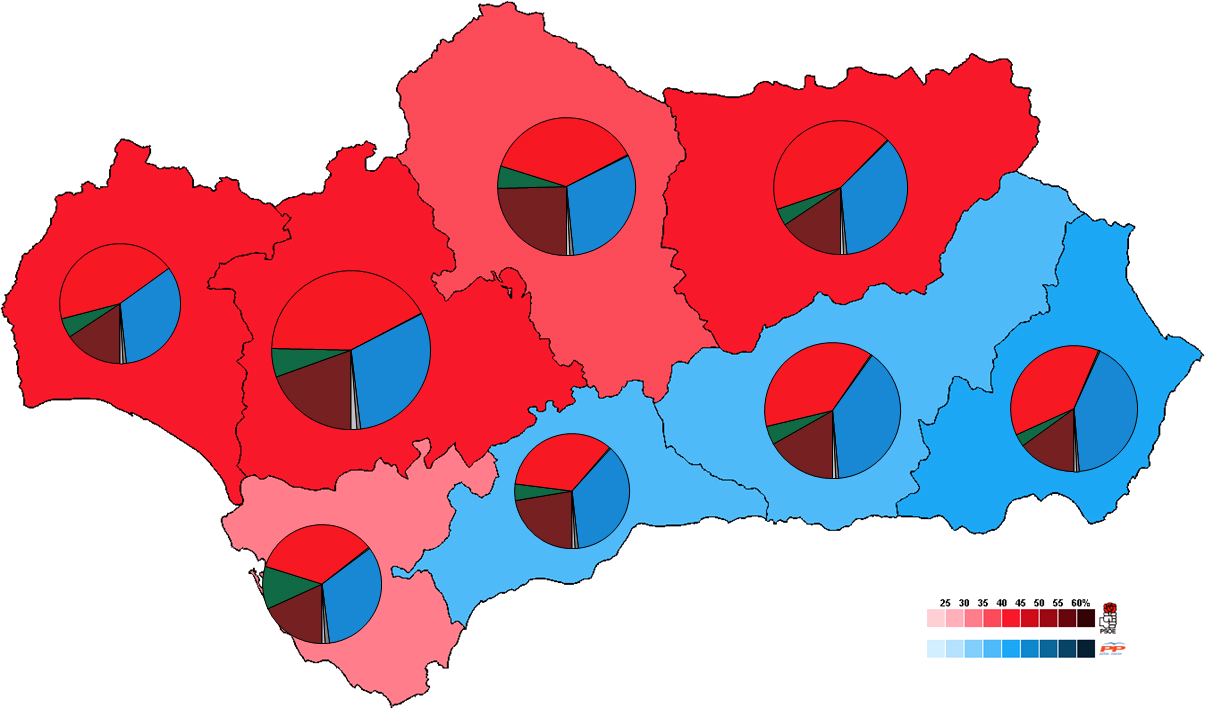
Resultados por provincia.

| Partido                                                          | Candidato          | Votos     | %     | Escaños | +/-  |
| ---------------------------------------------------------------- | ------------------ | --------- | ----- | ------- | ---- |
| Partido Socialista Obrero Español de Andalucía (PSOE-A)          | Manuel Chaves      | 1.395.131 | 39,05 | 45      | -17  |
| Partido Popular (PP)                                             | Javier Arenas      | 1.238.252 | 34,66 | 41      | +15  |
| Izquierda Unida Los Verdes-Convocatoria por Andalucía (IU LV-CA) | Luis Carlos Rejón  | 689.815   | 19,31 | 20 a    | +9   |
| Coalición Andalucista-Poder Andaluz (CA-PA)                      | Arturo Moya Moreno | 208.862   | 5,85  | 3b      | -7 c |
| Partido Comunista del Pueblo Andaluz (PCPA)                      |                    | 12.078    | 0,34  | 0       |      |
| Coalición Foro-CDS                                               |                    | 9.875     | 0,28  | 0       |      |
| Nación Andaluza (NA)                                             |                    | 9.690     | 0,27  | 0       |      |
| Partido Humanista (PH)                                           |                    | 5.510     | 0,15  | 0       |      |
| Falange Española de las JONS (FE JONS)                           |                    | 2.637     | 0,07  | 0       |      |
| Octubre Socialista (OS)                                          |                    | 641       | 0,02  | 0       |      |
| Falange Española Independiente (FEI)                             |                    | 350       | 0,01  | 0       |      |
| En blanco                                                        |                    | 30.734    | 0,85  | N/A     | N/A  |
| Nulos                                                            |                    | 21.853    | 0,60  | N/A     | N/A  |

### Votación de investidura del Presidente de la Junta
| Candidata | Fecha                                                    | Voto       |    |    |    |   | Total  |
| --- | -------------------------------------------------------- | ---------- | -- | -- | -- | - | ------ |
| Manuel Chaves (PSOE-A) | 20 de julio de 1994 Mayoría requerida: Absoluta (55/109) | Sí         | 44 |    |    |   | 44/109 |
| Manuel Chaves (PSOE-A) | 20 de julio de 1994 Mayoría requerida: Absoluta (55/109) | No         |    | 40 | 20 | 3 | 63/109 |
| Manuel Chaves (PSOE-A) | 20 de julio de 1994 Mayoría requerida: Absoluta (55/109) | Abstención |    |    |    |   | 0/109  |
| Manuel Chaves (PSOE-A) | 23 de julio de 1994 Mayoría requerida: Simple            | Sí         | 43 |    |    |   | 43/109 |
| Manuel Chaves (PSOE-A) | 23 de julio de 1994 Mayoría requerida: Simple            | No         |    | 41 | 20 | 3 | 64/109 |
| Manuel Chaves (PSOE-A) | 23 de julio de 1994 Mayoría requerida: Simple            | Abstención |    |    |    |   | 0/109  |
| Manuel Chaves (PSOE-A) | 29 de julio de 1994 Mayoría requerida: Simple            | Sí         | 44 |    |    |   | 44/109 |
| Manuel Chaves (PSOE-A) | 29 de julio de 1994 Mayoría requerida: Simple            | No         |    | 41 |    |   | 41/109 |
| Manuel Chaves (PSOE-A) | 29 de julio de 1994 Mayoría requerida: Simple            | Abstención |    |    | 1  | 3 | 4/109  |
| Faltaron a la primera votación un diputado del PSOE y otro del PP. En la segunda votación se ausentaron dos diputados del PSOE. En la tercera y última votación, 19 de los 20 diputados de IULV-CA decidieron no participar, y faltó un diputado del PSOE. |                                                          |            |    |    |    |   |        |